# Crocidura cyanea
Crocidura cyanea är en däggdjursart som först beskrevs av Georges Louis Duvernoy 1838.  Crocidura cyanea ingår i släktet Crocidura och familjen näbbmöss. IUCN kategoriserar arten globalt som livskraftig. Inga underarter finns listade i Catalogue of Life.
Arten förekommer i södra Afrika från södra Angola, Zambia och Moçambique till Sydafrika. Den lever i låglandet och i bergstrakter upp till 2000 meter över havet. Habitatet varierar mellan gräsmarker och skogar. Några individer hittades dessutom i en grotta. De livnär sig troligen av insekter och av döda fladdermöss. Födan kompletteras med växtdelar som blad och frön. Crocidura cyanea jagas själv av tornugglan.
Fortplantningen sker antagligen under den varma och fuktiga årstiden. Upphittade honor var dräktiga med 2 till 6 ungar.